# Ken’ichi Nomoto
Ken’ichi Nomoto (japanisch 野本 憲一, Nomoto Ken’ichi; * 1. Dezember 1946) ist ein japanischer Astrophysiker und Astronom.
Nomoto wurde 1974 an der Universität Tokio in Astronomie promoviert und war danach Forschungsstipendiat der Japan Society for the Promotion of Science. 1976 wurde er Assistant Professor an der Universität Ibaraki und 1982 Assistant Professor an der Universität Tokio, an der er 1985 Associate Professor und 1993 Professor wurde. Er ist am Kavli-Institut für Mathematik und Physik des Universums (IPMU) in Tokio als Projekt-Professor und leitender Wissenschaftler.
Nomoto befasst sich mit Supernova Explosionen und der Anreicherung des Universums mit schweren chemischen Elementen durch diese.
2008 fand er mit Keiichi Maeda und Masaomi Tanaka am Subaru-Teleskop heraus, dass die meisten Kernkollaps-Supernovae nicht kugelsymmetrisch, sondern eher länglicher Gestalt sind. Mit Maeda und anderen konnte er aus der asymmetrischen Struktur von Supernova-Explosionen auch Abweichungen im Erscheinungsbild von Typ Ia Supernovae erklären, die vorher Zweifel an der Verwendung als Standardkerzen für Entfernungsbestimmung genährt hatten. Ebenfalls 2008 konnte er mit Kollegen Lichtechos der Supernova SN 1572 von Tycho Brahe (1572) untersuchen, das heißt Licht der Supernovaexplosion, dass in der Umgebung reflektiert wurde und erst in der Gegenwart die Erde erreichte. Die Beobachtung bestätigte, dass es sich um eine Typ Ia Supernova handelte.  2009 entdeckte er mit Kollegen eine besonders helle Typ Ia Supernova, deren Vorgängerstern aufgrund schneller Rotation eine Masse hatte, die etwas über der Chandrasekhar-Grenze von 1,44 Sonnenmassen lag. Die Entdeckung hat Auswirkungen auf die gängige Verwendung von Supernovae vom Typ Ia als Standardkerzen für die Entfernungsmessung im Universum. 2010 gelang ihm mit Kollegen der Nachweis einer Supernova (SN 2005cz), die mit zehn Sonnenmassen des Vorgängersterns an der Grenze dafür liegt, dass Supernovae überhaupt auftreten. 2012 erklärte er die Tatsache, dass häufig kein Begleitstern in Typ Ia Supernovae gefunden wurde damit, dass der Begleitstern des Doppelsternsystems sich vor der Supernova-Explosion zu einem Helium-reichen weißen Zwerg entwickelte, der schwer zu beobachten ist. Das war vorher ein Problem für SD-Szenarien der Entstehung von Typ 1 Supernovae, in denen ein weißer Zwerg von seinem Begleitstern (etwa einem roten Riesen) Masse abzieht und dann in einer Supernova explodiert.
1989 erhielt er den Nishina Memorial Prize, 1995 die Japan Academy Medal und 2010 die Medaille des Instituts für Astrophysik in Paris. 2015 erhielt er den Marcel  Grossmann Award für Pionierarbeiten zur Rolle von Doppelsternsystemen in der Entwicklung massiver Sterne. Er zeigte, dass Doppelsternsysteme verschiedene Wege in der Evolution massiver Sterne eröffnen, mit verschiedenen Arten von Supernovae, Hypernovae, Gammablitzen und Neutronensternen und schwarzen Löchern als Endstationen. Er stellte dazu sowohl theoretische Untersuchungen an als auch solche in der beobachtenden Astronomie. Für 2019 wurde ihm der Hans-A.-Bethe-Preis der American Physical Society zugesprochen.

## Schriften (Auswahl)
- mit C. Kobayashi, N. Tominaga: Nucleosynthesis in Stars and the Chemical Enrichment of Galaxies, Annual Review of Astronomy and Astrophysics, Band 51, 2013, S. 457–509
- mit N. Iwamoto, H. Umeda, N. Tominaga, K. Maeda: The First Chemical Enrichment in the Universe and the Formation of Hyper Metal-Poor Stars, Science, Band  309, 2005, S. 451–453
- mit P. A. Mazzali, K. S. Kawabata, K. Maeda u. a.: An Asymmetric Energetic Type Ic Supernova Viewed Off-Axis, and a Link to Gamma Ray Bursts, Science, Band 308, 2005, S. 1284–1287